# El Porvenir, Champotón
El Porvenir är en ort i Mexiko.   Den ligger i kommunen Champotón och delstaten Campeche, i den östra delen av landet, 900 km öster om huvudstaden Mexico City. El Porvenir ligger 4 meter över havet och antalet invånare är 346.
Terrängen runt El Porvenir är platt. Havet är nära El Porvenir västerut. Runt El Porvenir är det glesbefolkat, med 11 invånare per kvadratkilometer. Närmaste större samhälle är Champotón, 14,9 km söder om El Porvenir. I omgivningarna runt El Porvenir växer i huvudsak lövfällande lövskog.